# На перепутье (фильм, 2011)
«На перепутье» — белорусский фильм 2011 года режиссёра Виталия Дудина, в главной роли — актриса Вероника Плешкевич, это её дебют в кино.

## Сюжет
Катя после окончания торгового колледжа вынуждена по распределению ехать на работу в сельскую местность. Здесь она открывает незнакомый мир, к которому ранее относилась со скептицизмом. Катя работает продавцом на убогой автолавке вместе с красавцем-шофёром Петровичем. Ежедневно колеся по деревням городская красавица сталкивается с новой для неё деревенской жизнью. Знакомство наполнено забавными моментами, весёлыми ситуациями и колоритными личностями. Несмотря на некоторые трудности она потихоньку начинает вливаться в работу, заводит знакомства. И у неё появляется два ухажёра-конкурента: тот самый напарник Петрович и тракторист Генка…

## В ролях
- Вероника Пляшкевич — Катя Кравцова
- Руслан Чернецкий — Петрович
- Андрей Сенькин — Гена
- Алёна Сидорова — Ангелина Павловна, мать Кати
- Татьяна Гаркуша — баба Нина
- Светлана Кожемякина — жена Петровича
- Александр Суцковер — Александр Семенович
- Александр Ткачёнок — экзаменатор
- Полина Сыркина — Света

## Остальные создатели
- Художник-постановщик: В. Юркевич
- Звукооператор: В. Суходолов
- Художник по костюмам: М. Яскевич
- Художник по гриму: Т. Михальчук

## Фестивали и награды
- 2012 — VIII-й Республиканский фестиваль белорусских фильмов в Бресте — приз «За лучшую женскую роль» (Вероника Пляшкевич).[2]
- 2011 — ХХ-й Международный кинофорум «Золотой Витязь» в Курске — фильм участвовал в конкурсной программе, призов не получил.[3][4]

## Критика
На VIII-ом Республиканском фестивале белорусских фильмов в Бресте, как писала газета «Брестский курьер», просмотр фильма «На перепутье» собрал полный зал кинематографистов и рядовых зрителей и выглядела самым успешным фильмом на фестивале:

Житейская история городской девушки, после окончания торгового училища посланной продавцом автолавки в деревню, — очень злободневна и трогательна. ... Эта лав-стори в национальном духе после финала вызвала бурный эмоциональный отклик у зрителей. Как высказался кто-то из профи, то была самая громкая овация на фестивале.